# Принцът на Египет
„Принцът на Египет“ (на английски: The Prince of Egypt) е американски анимационен филм (драма, приключенски, мюзикъл, исторически) от 1998 година, и е първият традиционен анимационен филм, продуциран и разпространен от DreamWorks. Филмът е адаптация на библейската книга „Изход“ и разказва за живота на Мойсей от египетски принц до съдбата му да изведе децата на Израел от Египет. Режисиран е от Бренда Чапман, Стив Хикнър и Саймън Уелс, филмът включва песни, написани от Стивън Шварц и композирани от Ханс Цимър. Гласовите участия са на Вал Килмър в двойна роля, Ралф Файнс, Мишел Пфайфър, Сандра Бълок, Джеф Голдблум, Дани Глоувър, Патрик Стюарт, Хелън Мирън, Стив Мартин и Мартин Шорт.
Джефри Катценберг предлага анимирана адаптация на филма „Десетте Божи заповеди“ през 1956 г., работейки за „Уолт Дисни“, и решил да вложи тази идея в производство след основаването на DreamWorks през 1995 г. За да направят този встъпителен проект, екипът на DreamWorks наема артисти, работещи за Walt Disney Feature Animation и разпуснатата анимационна компания на Amblin Entertainment – Amblimation, която наброява 350 души от 34 различни нации. Филмът е съчетание от традиционна анимация и компютърно генерирани изображения, създадени с помощта на софтуер от Toon Boom Animation и Silicon Graphics.
Пуснат по кината на 18 декември 1998 г. и на домашно видео от DreamWorks Home Entertainment на 14 септември 1999 г., рецензиите са като цяло положителни, като критиците възхваляваха анимацията, музиката и гласовата работа. Филмът продължава да надхвърля 218 милиона долара в световен мащаб в кината, което го прави най-успешният, непродуциран от „Дисни“ анимационен филм по онова време. Успехът на филма води до предисловието „Йосиф: Господарят на сънищата“, издаден директно на видео през 2000 г. и разработването на сценична адаптация.
Песента „Повярваш ли“ (When You Believe) се превръща в търговски успешен сингъл в поп версията, изпълнявана от Уитни Хюстън и Марая Кери и печели „Оскар“ за най-добра песен на 71-вата церемония на наградите „Оскар“ на 21 март 1999 г.

## Актьорски състав
- Вал Килмър – Мойсей, израилтянин, осиновен от фараон Сети I и царица Туя.
  - Килмър също озвучава и гласа на Бог (неспоменат във финалните надписи)
  - Амик Байрам изпълнява песните на Мойсей.
- Ралф Файнс – Рамзес II, осиновен брат на Мойсей, син и престолонаследник на Сети I.
- Мишел Пфайфър – Сепфора, най-голяма дъщеря на Йотор и съпруга на Мойсей.
- Сандра Бълок – Мириам, дъщеря на Йохевед, сестра на Аарон и на Мойсей.
  - Сали Дуорски изпълнява песните на Мириам.
  - Идън Риджел озвучава малката Мириам.
- Джеф Голдблум – Аарон, брат на Мириам и биологичен брат на Мойсей.
- Дани Глоувър – Йотор, баща на Сепфора и висш жрец на Медиам.
  - Браян Стокс Мичъл озвучава песните на Йотор.
- Патрик Стюарт – Сети I, баща на Рамзес, осиновител на Мойсей и фараон на Египет.
- Хелън Мирън – Царица Туя, майка на Рамзес и осиновителка на Мойсей, която го намира в реката.
- Стийв Мартин – Хотеп, един от висшите жреци, който служи като съветник на Сети, а по-късно и на Рамзес.
- Мартин Шорт – Хюи, равен висш жрец на Хотеп.
- Офра Хаза – Йохевед, майка на Мириам, Аарон и Мойсей. Офра Хаза и изпълнява песента на героинята си „Спаси ни днес“ (Deliver Us), на английски и седемнадесет други езици в дублирането на филма.[8] Хаза почина на 23 февруари 2000 г.
- Боби Мотоун – синът на Рамзес

Режисьорката Бренда Чапман за кратко озвучава Мириам, която пее приспивната песен на Мойсей. Вокалите са записани за аудио запис на чернова, която трябва да бъде заменена по-късно от Сали Дуорски. Парчето се оказва толкова добро, че е запазен във филма.

## Прелюдия
През ноември 2000 г., DreamWorks Animation пусна директно на видео прелюдията „Йосиф: Господарят на сънищата“ (Joseph: King of Dreams), в който е базиран от историята на Йосиф от книгата на Битието. Проектът започва по време на продукцията на „Принцът на Египет“, като наема част от същия анимационен екип и с участието на режисьора Стив Хикнър като изпълнителен продуцент.

## Пиеса
„Принцът на Египет“ има театрална премиера в театъра TheatreWorks в Mountain View, California на 14 октомври 2017 г. Прави международна премиера на 6 април 2018 г. в Дания на Fredericia Teater.
„Принцът на Египет“ направи своя дебют в Уест Енд на Dominon Theatre на 5 февруари 2020 г. с официално откриване на 25 февруари и трябваше да прекара 39-седмичен ангажимент до 31 октомври 2020 г. След това представленията бяха спрени на 17 март 2020 г. поради пандемията от COVID-19. Шоуто трябва да бъде отворено на 1 юли 2021 г. и е удължено до 8 януари 2022 г.

## В България
В България първоначално е дублиран насинхронно в Арс Диджитал Студио през октомври 1999 г. до януари 2000 г., след това е издаден на видеокасета през април в същата година на Александра Видео.
Прави премиерно телевизионно излъчване по bTV на 24 декември 2003 г. в сряда от 20 ч. навръх Бъдни вечер. На 24 декември 2004 г. се излъчва повторно в 14:30 ч. След 3 години се излъчва отново на 9 април 2007 г. в понеделник от 9:30 ч. Последното му повторение за четвърти път е на 28 април 2008 г. в понеделник от 9:20 ч.
Повторенията на филма са преместени в Нова телевизия на 19 юли 2009 г. до 28 декември 2013 г. и по KinoNova през 2010 г. до август 2014 г.